# Ljubanska Reka
Ljubanska Reka (makedonska: Љубанска Река) är ett vattendrag i Nordmakedonien. Det ligger i den nordvästra delen av landet, 10 kilometer norr om huvudstaden Skopje.
Trakten runt Ljubanska Reka består till största delen av jordbruksmark. Runt Ljubanska Reka är det tätbefolkat, med 636 invånare per kvadratkilometer.